# Новострой (Астраханская область)
Новострой — посёлок в Енотаевском районе Астраханской области России. Входит в состав Замьянского сельсовета. Население 406 человек (2010).
Посёлок находится на левом берегу реки Волга и впечатляет своей природой и просторами.

## Инфраструктура
В посёлке 2 магазина, турбаза для рыбаков «Тихий причал», Дом культуры, основная школа. 

## География
Находится на левом берегу реки Волги, примерно в 57 км к юго-востоку от села Енотаевка, административного центра района, на высоте 22 метров ниже уровня моря.

## Население
| 2002 | 2010 |
| ---- | ---- |
| 393  | ↗406 |

Национальный и гендерный состав
По данным Всероссийской переписи в 2010 году, численность населения составляла 406 человек (202 мужчины и 204 женщины, 49,8 50,2 %% соответственно).
Согласно результатам переписи 2002 года, в национальной структуре населения русские составляли 57 %, казахи 28 % от общей численности населения в 394 жителей.
| Национальность | Численность (2010) | Процент |
| -------------- | ------------------ | ------- |
| Русские        | 237                | 59,4%   |
| Казахи         | 108                | 27,1%   |
| Чеченцы        | 36                 | 9%      |
| Татары         | 10                 | 2,5%    |
| Узбеки         | 8                  | 2%      |
| Всего          | 399                | 100%    |

## Улицы
Уличная сеть посёлка состоит из 7 улиц: Береговой, Колхозной, Мира, Молодёжной, Советской, Стариченко и Степной.